# Валя-Вієй (Бузеу)
Валя-Вієй (рум. Valea Viei) — село у повіті Бузеу в Румунії. Адміністративно підпорядковане місту Петирладжеле.
Село розташоване на відстані 99 км на північ від Бухареста, 41 км на північний захід від Бузеу, 132 км на захід від Галаца, 69 км на південний схід від Брашова.

## Населення
За даними перепису населення 2002 року у селі проживали 506 осіб, усі — румуни. Усі жителі села рідною мовою назвали румунську.